# Arkaïm
Arkaïm (en rus: Аркаим) és un jaciment arqueològic rus situat en l'estepa del sud dels Urals, a 8,2 km al nord nord-oest de la localitat d'Amurski i a 2,3 km al sud sud-est de la localitat d'Aleksàndrovski, a la regió de Txeliàbinsk, Rússia, just al nord de la frontera amb Kazakhstan.
Els estudiosos han identificat l'estructura d'Arkaim amb la "reproducció del model de l'univers" descrit en la literatura espiritual antiga arioiraniana, els Vedes i l'Avesta.[1] L'estructura consisteix en tres anells concèntrics de parets i tres carrers radials, reflectint la ciutat del rei Yima descrita en el Rigveda. Les parets dels fonaments i els habitatges del segon anell estan construïts d'acord amb els patrons tipus radial; el mateix símbol es troba en diversos objectes. Arkaïm és designat com un "santuari nacional i espiritual" de Rússia[4] i s'ha convertit en un lloc sagrat per al rodisme, zoroastrisme i altres moviments religiosos.
La ciutadella fortificada d'Arkaïm es remunta als s. XVII i XVI ae. Més d'altres vint estructures construïdes d'acord amb patrons semblants s'han trobat en una àrea més gran que abasta des de la regió dels Urals del sud fins al nord del Kazakhstan, formant l'anomenada "Terra de pobles".[6]

## Descobriment i excavació
El lloc fou descobert al 1987 per un equip científic de Txeliàbinsk que estaven preparant l'àrea a ser inundada per tal de crear un dipòsit, i s'examinà en les excavacions de rescat dirigides per Guennadi Zdanovich. Al principi els seus resultats foren ignorats per les autoritats soviètiques, que pretenien inundar el lloc, però l'atenció que despertà les notícies del descobriment obligaren el govern soviètic a revocar els plans de negar la zona. S'hi designà una reserva cultural al 1991. El lloc està datat del s. XX ae-s. XVII ae; també s'hi han proposat dates anteriors. Era un assentament de la cultura sintashta.

### Assentament
Malgrat que l'assentament fou cremat i abandonat, es conserva amb molt de detall. Arkaïm és semblant en forma, però molt millor conservat, al veí Sintaixta, on es trobà el primer carro.

### Estructura
El lloc estava protegit per dues parets circulars. Hi havia una plaça central, envoltada per dos cercles de cases separades per un carrer. L'assentament cobert té prop de 20.000 m². El diàmetre de la paret de tancament era de 160 m. El construïren amb terra piconada en marcs de fusta, i reforçat amb rajoles d'argila cremada, amb una espessor de 4–5 m, i una alçada de 5,5 m. L'establiment estava envoltat per un fossat profund de 2 m. Hi ha quatre entrades a l'estructura per la paret exterior i interior amb l'entrada principal a l'oest. Les cases eren de 110–180 m² de superfície. L'anell exterior tenia 39 o 40 habitatges, amb entrades a un carrer circular al centre del poble. L'anell interior tenia 27 cases, disposades al llarg de la paret interior, amb portes a la plaça central de 25 per 27 m. El carrer central era drenat per un canal cobert. Zdanovich calcula que de 1.500 a 2.500 persones podrien haver viscut al poble. Al voltant de les parets d'Arkaïm hi havia camps de cultiu, 130–140 m per 45 m, regats per un sistema de canals i séquies. S'hi trobaren restes de llavors de mill i ordi.

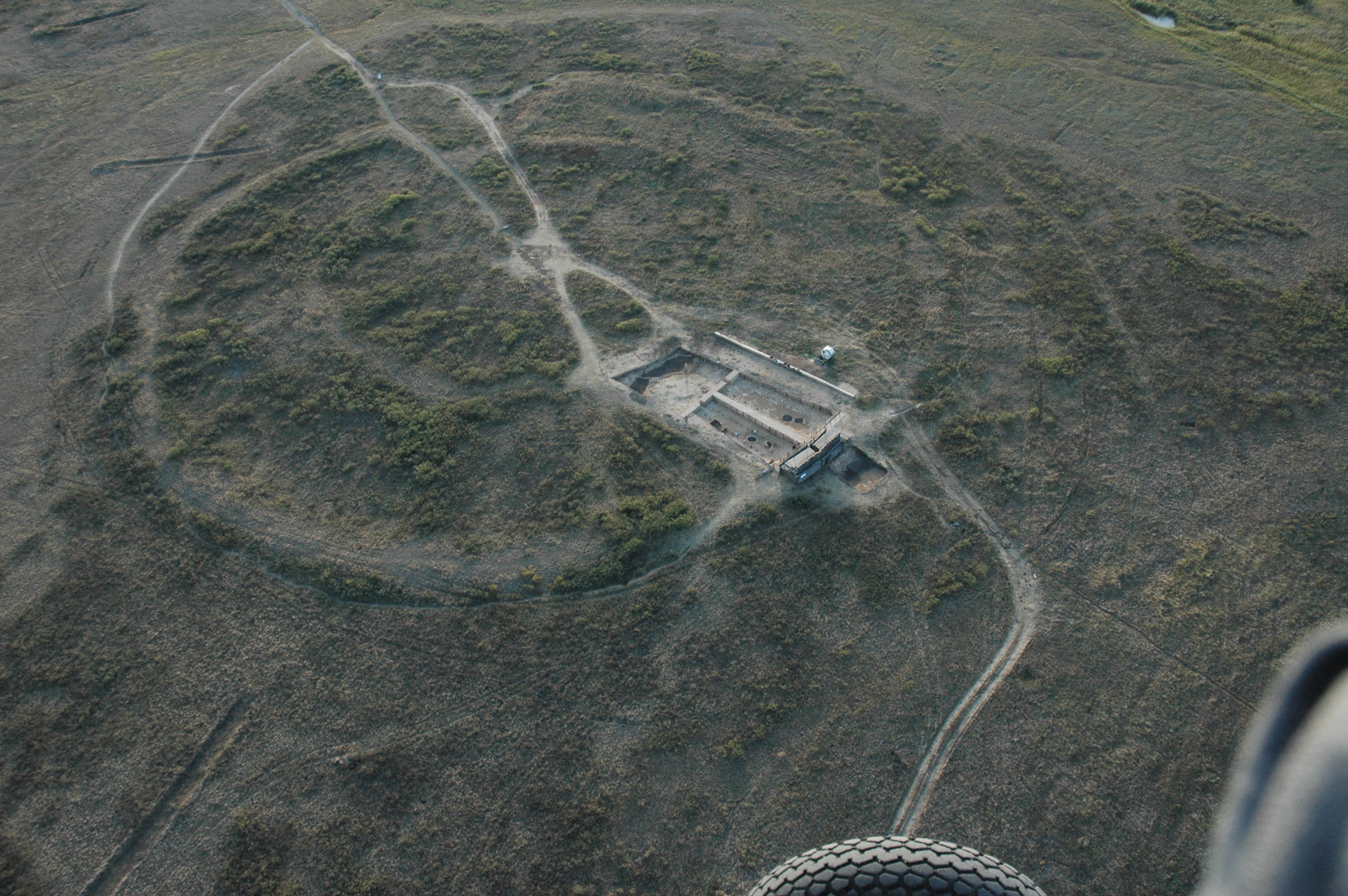
Vista aèria d'Arkaïm

La datació del s. XVII ae suggereix que l'estructura pogué coexistir o fou posterior a la migració indoària del sud d'Àsia i Mesopotàmia (cultura de tombes Gandhara que apareix al Pakistan del Nord (ca. 1600 ae): els mitanni arribaren a Anatòlia abans de l'any 1500 ae, tots dos aproximadament eren a 3.000 km en retirar-se de l'àrea de Sintashta-Petrovka, que era o bé una cultura iraniana primerenca, o una branca desconeguda de la indoirania que no va sobreviure en temps històrics.

### Esquelet amb deformació craniana
Durant les excavacions del 2015, els arqueòlegs hi trobaren un esquelet femení amb una deformació cranial.
Segons la directora d'Arkaïm Maria Makúrova, aquesta era una característica tradicional en molts nòmades de les estepes euroasiàtiques en el mil·lenni I ae.